# Nghĩa Hành
Nghĩa Hành là một huyện trung du thuộc tỉnh Quảng Ngãi, Việt Nam.

## Địa lý
- Phía bắc giáp huyện Tư Nghĩa
- Phía nam giáp huyện Ba Tơ và thị xã Đức Phổ
- Phía tây giáp huyện Minh Long
- Phía đông giáp huyện Mộ Đức và Tư Nghĩa.

Địa hình trung dung chuyển tiếp từ vùng núi phía Tây đến đồng bằng ở phía Đông. Đồi gò thấp và thoải cao từ 25–200 m. Sông Vệ chảy qua huyện với chiều dài khoảng 30 km, sông Phước Giang khoảng 20 km. Đường tỉnh 627 qua suốt chiều dọc huyện, 14 tuyến đường huyện dài 74 km. Đường xe lửa Bắc Nam qua địa phận huyện hai đoạn ngắn.
- Diện tích: 234,12 km²
- Dân số: 108.653 người. Mật độ 429 người/km² (năm 2025)[2]
- Dân tộc: Kinh (Việt), H're, Ca Dong, Cor

## Hành chính
Huyện Nghĩa Hành có 12 đơn vị hành chính cấp xã, bao gồm thị trấn Chợ Chùa (huyện lỵ) và 11 xã: Hành Đức, Hành Dũng, Hành Minh, Hành Nhân, Hành Phước, Hành Thiện, Hành Thịnh, Hành Thuận, Hành Tín Đông, Hành Tín Tây, Hành Trung.
- Thôn của các xã:

- Xã Hành Minh có 4 thôn: Long Bàn Nam, Long Bàn Bắc, Tình Phú Nam, Tình Phú Bắc.
- Xã Hành Đức có 5 thôn: Kỳ Thọ Nam 1, Kỳ Thọ Nam 2, Kỳ Thọ Bắc, Phú Châu, thôn Xuân Vinh.
- Xã Hành Trung có 4 thôn: Hiệp Phổ Nam, Hiệp Phổ Bắc, Hiệp Phổ Trung, Hiệp Phổ Tây.
- Xã Hành Phước có 9 thôn: Hòa Vinh, Đề An, Thuận Hòa, An Chỉ Đông, An Chỉ Tây, Hòa Mỹ, Vinh Thọ, Hòa Sơn, Hòa Thọ.
- Xã Hành Thuận có 5 thôn: Đại An Đông 1, Đại An Đông 2, Đại Xuân, An Phú, Phúc Minh
- Xã Hành Dũng có 7 thôn: Kim Thành Hạ, Trung Mỹ, An Hòa, An Sơn, An Phước, An Định, An Tân.
- Xã Hành Nhân có 7 thôn: Đồng Vinh, Kim Thành Thượng
Đông Trúc Lâm, Bình Thành, Nghĩa Lâm, Phước Lâm, Tân Lập.
- Xã Hành Tín Tây có 9 thôn: Phú Khương, Phú Thọ, Long Bình, Tân Phú 1, Tân Phú 2, Tân Hòa, Đồng Miếu, Trũng Kè 1, Trũng Kè 2.
- Xã Hành Tín Đông có 7 thôn: Thiên Xuân, Nguyên Hòa, Đồng Giữa, Nhơn Lộc 1, Nhơn Lộc 2, Khánh Giang, Trường Lệ.
- Xã Hành Thiện có 7 thôn: Bàn Thới, Ngọc Sơn (Theo chính sách mới thì Ủy ban Nhân dân xã Hành Thiện đã hợp nhất thôn Ngọc Dạ và thôn Mễ Sơn lại với nhau, cái tên Ngọc Sơn là hình thức ghép chữ giữa chữ "Ngọc" trong "Ngọc Dạ" và chữ "Sơn" trong "Mễ Sơn"), Vạn Xuân 1, Vạn Xuân 2, Phú Lâm Đông, Phú Lâm Tây.
- Xã Hành Thịnh có 11 thôn: An Ba, Châu Me, châu Mỹ, Xuân Ba, Mỹ Hưng, Đồng Xuân, Ba Bình, Xuân Đình, Thuận Hòa, Hòa Huân, Xuân Hòa.
- Thị trấn Chợ Chùa có 6 tổ dân phố: Phú Vinh Đông, Phú Vinh Tây, Phú Vinh Trung, Phú Bình Tây, Phú Bình Đông, Phú Bình Trung. Thị trấn Chợ Chùa cách tỉnh lỵ Quảng Ngãi 9 km về phía tây nam.
- Nghĩa Hành là huyện đầu tiên ở tỉnh Quảng Ngãi đạt được danh hiệu "Huyện Nông thôn mới".

## Giao thông
Đây cũng là địa phương có dự án Đường cao tốc Quảng Ngãi – Hoài Nhơn đi qua đang được xây dựng.

## Lịch sử
- Nghĩa Hành là một phần đất của huyện Nghĩa Giang. Năm Hồng Đức thứ 2 (1471), tháng 6, vua Thánh Tông lấy đất Chiêm Thành vừa chiếm lại đặt đạo Thừa tuyên Quảng Nam. Đạo Thừa tuyên này là một trong số 13 đạo Thừa tuyên trong nước, thống lãnh 3 phủ, 9 huyện trong đó có phủ Tư Nghĩa gồm 3 huyện: Bình Dương (sau đổi thành Bình Sơn), Mộ Hoa (đời Thiệu Trị đổi Mộ Đức) và Nghĩa Giang.[3]
- Địa danh "Nghĩa Hành" xuất hiện lần đầu tiên vào năm Thành Thái thứ 2 (1890), tỉnh Quảng Nghĩa ngoài 3 huyện Bình Sơn, Chương Nghĩa và Mộ Đức thuộc phủ Tư Nghĩa, thực dân Pháp còn đặt thêm 3 châu: Sơn Tịnh, Nghĩa Hành, Đức Phổ thuộc Nghĩa Định Sơn Phòng. Đất Nghĩa Giang được sáp nhập vào Tư Nghĩa và Nghĩa Hành.[3]
- Một số giả thuyết về phong trào Tây Sơn trên đất Nghĩa Hành.
- Sau năm 1975, huyện được sáp nhập với huyện Minh Long thành huyện Nghĩa Minh thuộc tỉnh Nghĩa Bình.

Ngày 24 tháng 8 năm 1981, huyện Nghĩa Hành được tái lập, ban đầu gồm 8 xã: Hành Đức, Hành Dũng, Hành Minh, Hành Phước, Hành Thiện, Hành Thịnh, Hành Thuận và Hành Tín.
Ngày 19 tháng 2 năm 1986: 
- Chia xã Hành Thuận thành 2 đơn vị hành chính: xã Hành Thuận và thị trấn Chợ Chùa
- Chia xã Hành Dũng thành 2 xã: Hành Dũng và Hành Nhân
- Chia xã Hành Đức thành 2 xã: Hành Đức và Hành Trung.

Ngày 30 tháng 6 năm 1989, tỉnh Quảng Ngãi được tái lập từ tỉnh Nghĩa Bình, huyện Nghĩa Hành thuộc tỉnh Quảng Ngãi.
Ngày 30 tháng 12 năm 1997, chia xã Hành Tín thành hai xã: Hành Tín Đông và Hành Tín Tây.
Huyện Nghĩa Hành có 1 thị trấn và 11 xã như hiện nay.
Một số nhân vật lịch sử: Lê Khiết - tức Lê Tựu Khiết (Hành Thịnh), Nguyễn Công Phương (Hành Phước), Võ Duy Ninh (Hành Thuận), Nguyễn Văn Được (Hành Tín)...

## Kinh tế
- Thuần nông.
- Thế mạnh của huyện là sản xuất hoa màu và cây kiểng.

## Du lịch
- Di tích vụ thảm sát Khánh Giang - Trường Lệ đã được Bộ Văn hóa - Thông tin xếp hạng.
- Đình An Định là di tích kiến trúc cổ nhất trong các đình lầng còn tồn tại ở Quảng Ngãi đã được xếp hạng di tích quốc gia.
- Chí sĩ yêu nước Huỳnh Thúc Kháng đã qua đời tại huyện và được chôn cất trên Núi Thiên Ấn.
- Làng Việt cổ dưới chân núi Dâu.
- Thắng cảnh Suối Chí với diện tích rộng khoảng 15 ha, nằm cách Thành phố Quảng Ngãi 24 km về phía Nam, thuộc địa bàn thôn Khánh Giang và Trường Lệ, xã Hành Tín Đông, huyện Nghĩa Hành, tỉnh Quảng Ngãi. Đây được xem là một thắng cảnh đẹp của huyện Nghĩa Hành nói riêng và của tỉnh Quảng Ngãi nói chung, có giá trị rất lớn trong phát triển kinh tế xã hội, nhất là phát triển du lịch sinh thái.

Suối Chí nằm ẩn mình dưới khu rừng nguyên sinh, tổng diện tích của khu rừng 1.012ha, nhân dân nơi đây thường gọi khu rừng này là rừng Cộng đồng vì toàn bộ khu rừng này đã được giao cho 350 hộ dân thuộc hai thôn Khánh Giang và Trường Lệ, xã Hành Tín Đông quản lý.